# 箸墓古墳

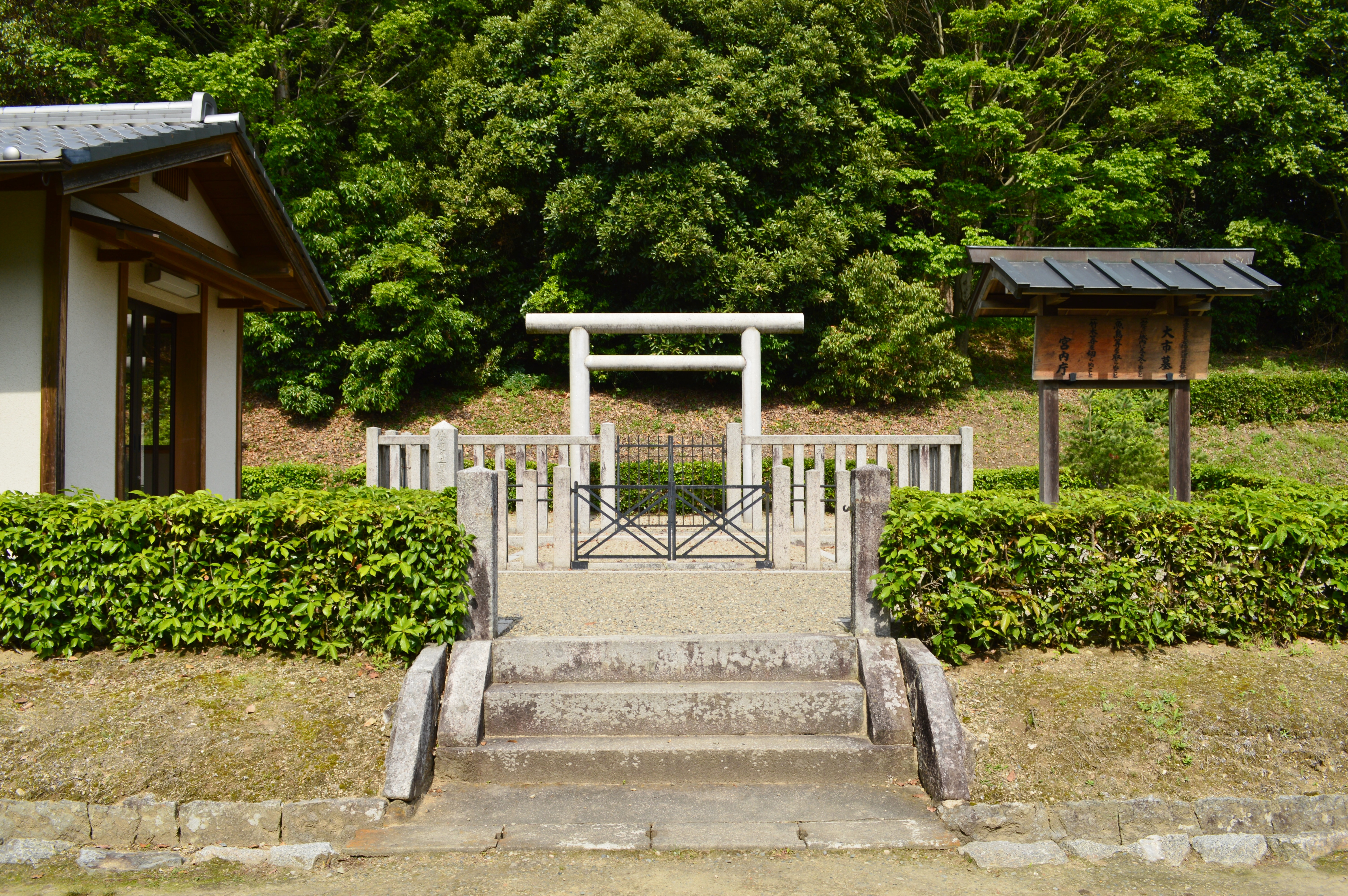
倭迹迹日百襲姫命大市墓 拝所

箸墓古墳（はしはかこふん）、箸中山古墳（はしなかやまこふん）は、奈良県桜井市箸中にある古墳。形状は前方後円墳。実際の被葬者は不明だが、宮内庁により「大市墓（おおいちのはか）」として第7代孝霊天皇皇女の倭迹迹日百襲姫命の墓に治定（）されている。また、笠井新也の研究以来、邪馬台国の女王卑弥呼の墓ではないかとする学説がある。周濠部分は国の史跡に指定されているほか、一部が「箸中大池」としてため池百選の1つにも選定されている。百襲姫の陰部に箸が突き刺さり、絶命したことが名前の由来である。672年に壬申の乱の戦場となったが、その記事では箸陵と記されている（『日本書紀』）。

## 概要
奈良盆地東南部、三輪山北西山麓の扇状地帯に広がる大和・柳本古墳群に含まれる纒向古墳群（箸中古墳群）の盟主的古墳であり、纒向遺跡箸中地区に位置する。出現期古墳の中でも最古級と考えられている前方後円墳である。
築造年代は、墳丘周辺の周壕から出土した土器（土師器）の考古学的年代決定論と、土器に付着した炭化物による炭素14年代測定法により、邪馬台国の卑弥呼の没年（248年から遠くない頃）に近い3世紀中頃から後半とする説がある。一方で、近年炭素14年代測定法では、実年代より50-100年程度古く推定されることが明らかとなっていることや、古墳の規模および様式が魏志倭人伝の記述と異なっていることなどを理由に、4世紀中期以降とする説もある。
現在は宮内庁により倭迹迹日百襲姫命の「大市墓」として管理されており、研究者や国民の墳丘への自由な立ち入りが禁止されている。倭迹迹日百襲姫命（『日本書紀』の表記。『古事記』では夜麻登登母母曽毘売（やまととももそびめ）命）とは孝元天皇（崇神天皇の祖父）の異母姉妹である。大市は古墳のある地名である。
考古学の世界では、大正期から邪馬台国畿内説を唱えていた笠井新也により「女王卑弥呼=倭迹迹日百襲姫命」説が提唱され、後に「箸墓古墳=卑弥呼の墓」説へと進展、今日の議論にも繋がる先駆的研究となった。

## 名の由来
名前の由来は、百襲姫の陰部に箸が突き刺さり絶命したという説話に基づく。『日本書紀』崇神天皇10年9月の条には、つぎのような説話が載せられている。一般に「三輪山伝説」と呼ばれている。
また、築造について『日本書紀』には、
と記されている。
土橋寛は、『播磨国風土記』の「土師弩美宿禰が関わる出雲国の墓づくり伝説」と類似していると、古墳を造成した集団である土師氏の墓、つまり土師墓から箸墓になったという説を唱えている。それに対して、直木孝次郎は、それなら土師氏は多くの古墳築造に携わっているのに、なぜあの墓だけを「土師墓」とよんだのか問題だと疑問を呈している。

## 墳形・規模

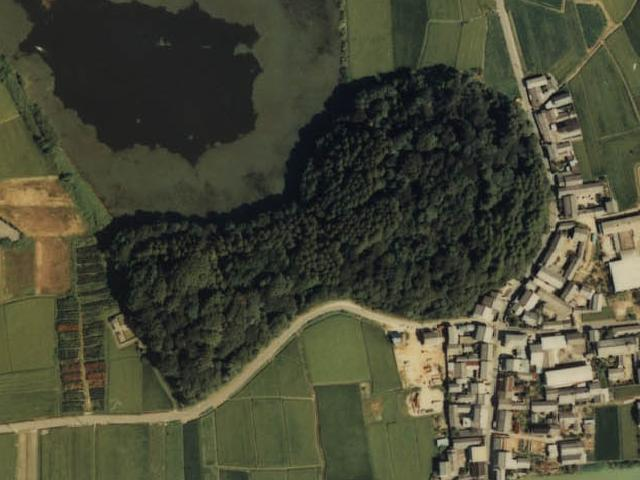

1968年（昭和43年）に近藤義郎が、古い段階の前方後円墳は前方部が途中から撥（）型に大きく開くことを指摘し、この墳形を呈する箸墓古墳も古い古墳であると考えられるようになった。測量図の等高線の様子から前方部正面が現状より拡がっていたことが分かる。前方部の先が撥型に開いている他の古墳は、兵庫県たつの市の養久山（）1号墳、同県の権現山51号墳、京都府木津川市の椿井大塚山古墳、岡山県岡山市の浦間茶臼山古墳などがある。ちなみに浦間茶臼山古墳は箸墓古墳の2分の1の相似形といわれ、長さも幅も2分の1であるが前方部の頂の形は横長の長方形と台形の違いがある。
現状での規模は墳長およそ278メートル、後円部は径約150メートル、高さ約30メートルで、前方部は前面幅約130メートル、高さ約16メートルを測る。その体積は約37万立方メートル。周辺地域の調査結果から、本来はもう一回り大きかった可能性もある。
後円部は四段築成で、四段築成の上に小円丘（径約44-46メートル、高さ4メートルの土壇、特殊器台が置かれていたと考えられる）が載ったものと指摘する研究者（近藤義郎等）もある。前方部は側面の段築は明瞭ではないが、前面には4段の段築があるとされる。ちなみに五段築成（四段築成で、後円部に小円丘が載る）は箸墓古墳のみで四段築成（三段築成で、後円部に小円丘が載る）は西殿塚古墳（大和古墳群）、行燈山古墳（柳本古墳群）、渋谷向山古墳（柳本古墳群）、桜井茶臼山古墳（鳥見山古墳群）、メスリ山古墳（鳥見山古墳群）、築山古墳（馬見古墳群）等が考えられ他の天皇陵クラスの古墳は全て三段築成（後円部も前方部も三段築成）とされる。被葬者の格付けを表しているのかも知れない。
奈良県立橿原考古学研究所や桜井市教育委員会による陵墓指定範囲外側の発掘調査により、墳丘の裾に幅10メートルの周壕とさらにその外側に幅15メートル以上の外堤の一部が見つかっている。後円部の東南側の周濠部分では両側に葺石を積み上げた渡り土手が見つかっている。
また、1994～95年（平成6～7年）に行われた発掘調査により、外提のさらに外側に深さ2メートル、幅50メートルほどの「外濠状遺構」と呼ばれる広大な落ち込みが確認されており、墳丘・周濠・外提を取り囲んでいると推定されている。これは、墳丘を構築土を採集した土取りによる落ち込み地形と推定されている。

## 外表施設・遺物
前方部先端の北側の墳丘の斜面には、川原石を用いた葺石が存在していることが確認されている。この時期には埴輪列はまだ存在していないが、宮内庁職員によって宮山型特殊器台・特殊壺、最古の埴輪である都月型円筒埴輪などが採集されており、これらが墳丘上に置かれていたことは間違いない。また岡山市付近から運ばれたと推測できる特殊器台・特殊壺が後円部上でのみ認められるのに対して、底部に孔を開けた二重口縁の壺形土師器は前方部上で採集されており、器種によって置く位置が区別されていた可能性が高い。特殊器台や特殊壺などの出土から三世紀後期以降の古墳時代初頭に築造された古墳であると考えられている。
埋葬施設は不明であるが、墳丘の裾から玄武岩の板石が見つかっていることから竪穴式石室が作られていた可能性があり、この古墳が卑弥呼の墓とすれば『魏志倭人伝』の「石棺はあるが槨が無い」との記載とは矛盾する。この石材は、大阪府柏原市の芝山の石であることが判明している。従って、崇神紀に記す大坂山（二上山）の石ではない。また墳墓の規模も魏志倭人伝の記載より大きすぎるという意見がある。
だが、近年の発掘調査の成果により箸墓古墳後円部頂部の石槨に二上山北麓の石材が使用されていることが判明し 、記紀伝承と考古学の成果が一致するという成果が出ている。

## 築造時期
墳丘形態や出土遺物の内容から白石太一郎らによって最古級の前方後円墳であると指摘されている。陵墓指定範囲外の周辺部である箸中大池西側の堤改修工事に先立って、奈良県立橿原考古学研究所が行った事前調査で周濠の底から布留0式（）土器が多量に出土した。これの実年代について、奈良県立橿原考古学研究所は炭素14年代測定法により280～300年（±10～20年）と推定している。
しかし土器は古墳自体から発見されたものではなく、陵墓指定範囲外の周濠の底から発見された土器に付着していた炭化物が3世紀後半のものだとしても、この古墳が発掘された纒向遺跡には縄文時代から古墳時代までの遺跡が存在しているのでそれが箸墓古墳の築造年を代表しているとは言えないし、仮に3世紀後半であったとしても卑弥呼の没年より新しいことになる。また炭素14年代測定法は年輪からの推定法との比較で大きな誤差があることが知られている。

### 周溝出土の馬具
『魏志倭人伝』では牛馬がいなかったと記述されているが、周壕からは馬具（木製の輪鐙）が出土している。
桜井市教育委員会が2000年（平成12年）に実施した纒向遺跡第109次発掘調査で、周濠内の覆土（植物層）上層から木製の輪鐙（馬具）が発見されている。同時に出土した布留Ⅰ式土器により4世紀初頭頃のものとされるが、これにより列島内への騎馬文化の流入および東アジアにおける騎馬文化の伝播の理解が従来よりも古く修正されることになった。なお、周濠が機能停止し埋没し始めた後に堆積した土層からの出土であることから、古墳本体の築造年代論とは直接関連しない。
確認できる最古の鐙は302年と322年に埋葬された鮮卑と東晋の墳墓から出土した騎馬俑の片側のみ。このため鐙が発明されたのは290～300年頃とされる。漢字で鐙を「金編に登」と表すのは、初期の鐙が金属製で乗馬の際の足がかりとしてのみ使用されたことに由来する。木製鐙は鉄製鐙のあとに登場した。確認される最古の木製輪鐙は朝鮮半島は百済時代初期（4世紀前半）の天安斗井洞の木芯鉄板張輪鐙とされる。小野山節が「日本発見の初期の馬具」で木芯鉄板張輪鐙を古式と新式の2種に分類している。これによると箸墓古墳の周濠から出土した輪鐙は下部が欠損してるため確認出来ないが、残っている部分で判断すると
- 柄が細長い。
- 柄の頭が角ばる。

など新式の特徴が見受られる。
4世紀前半は中国で鐙が発明された直後であり、この時期の騎馬俑には小さな鉄製と思われる鐙が確認できるが、これらには乗馬の際の足掛けとしての機能しかなかった。朝鮮半島で出土した百済前期（4世紀前半）とされる最古の木製輪鐙は木型に鉄板を貼り馬の操縦に適した機能を持たせるなど劇的な改良が見られる。木製鐙が開発されたと考えられている高句麗周辺の壁画古墳からは5世紀以降にならないと木製鐙が確認されない。鐙が朝鮮半島に伝わった時期を考慮してもこれを4世紀前半とするには疑わしく、百済が中央集権国家になったのは4世紀半ば以降であることからも、この木製鐙は4世紀半ば以降とする方が妥当である。さらにこれが日本に伝わった時期を考慮すると箸墓古墳の木製輪鐙は早くても4世紀後半ないし5世紀以降とする方が望ましく、その特徴が後世的であることもこれを裏付けるものとなっている。

### 年代に関する意見
研究者の年代観によって造営年代は若干の異同がある。広瀬和雄はその時期を3世紀中期ないし後期としている。白石太一郎は3世紀中葉過ぎとし、「3世紀半ばすぎというのは、卑弥呼は亡くなっているが、その後継者である台与の時代である。」とも主張している。寺沢薫は260～280年頃、石野博信は3世紀後半の第4四半紀、西暦280年から290年にかけてとする。
日本最古の前方後円墳などと紹介されるが、前方後円墳としてホケノ山古墳、纒向勝山古墳、纒向矢塚古墳、神門古墳群（神門5号墳・神門4号墳）、辻畑古墳など多数ある。これらの纒向型前方後円墳といわれる墳形とは異なり箸墓古墳は方形墳丘の部分が拡大した定型的な前方後円墳となっており、築造時期は3世紀後半以降と考えるのが一般的である。

## 意義
墳丘の全長約280メートル、後円部の高さ約30メートルで自然にできた小山と錯覚するほどの規模、全国各地に墳丘の設計図を共有していると考えられる古墳が点在している点、出土遺物に埴輪の祖形である吉備系の土器が認められる点などそれまでの墳墓とは明らかに一線を画している。また規模、埴輪などは以後の古墳のモデルとなったと考えられ当古墳の築造をもって古墳時代の開始と評価する研究者も多い。

## 被葬者
宮内庁によって第7代孝霊天皇の皇女、倭迹迹日百襲姫命（）の墓として管理されているが、この古墳を卑弥呼の墓とする研究者もいる。その根拠としては、
- この古墳の後円部の直径が長里説を取れば『魏志倭人伝』にある卑弥呼の円墳の直径「百余歩」にほぼ一致するとしている。定説では、魏・晋時代の一尺は24.3センチメートル[26]、一里は1800尺＝300歩であり、魏・晋時代の1里は約435メートル、1歩はほぼ145センチメートルとなり100余歩は約145メートル強となる。
- 後円部にある段構造が前方部で消失することから、当初は円墳であり前方部が後世に付け加えられた可能性があること。この点は調査により当初から前方後円墳であったことがわかり否定されている。（要出典）
- 大規模な古墳の中では、全国でももっとも早い時期に築造されたものであること。

一方これに対する反論もあり、根拠としては、
- 魏志倭人伝では、對馬國や一大國などの旅程記事などから一里約76メートル（これを短里と呼ぶ）とする説が有力であり、この場合古墳の直径は約30メートルとなる。またこれだけ巨大な前方部が無視されている合理的な説明がつかない。
- もっとも早い築造であっても並立王朝説などに対しては全く反論にならない上、早くとも3世紀後半という卑弥呼没年との築造年代のズレも問題がある。
- 殉葬跡が存在せず、箸墓古墳と同時期に築造された古墳は全て有棺有槨であるなど、『魏志倭人伝』の槨がないとの記述と一致しない。

といったものがある。このような議論があり、意見の一致を見ていない。
広瀬和雄は「魏志倭人伝にしたがうかぎり、箸墓古墳が卑弥呼の墓であることの可能性は低い、というよりは証明しがたい」と述べている。白石太一郎は「卑弥呼の墓である事の証明はしがたいが、蓋然性は高い」とする見解を示している。石野博信は3世紀後半とすれば台与の墓とし、「纒向遺跡。二世紀末に突然あらわれ、四世紀中頃に突然消滅したこの大きな集落は、邪馬台国の有力な候補地として浮かびあがってきた」としている。箸墓を寿陵と考える寺沢薫は「壹与の墓説やミマキイリヒコ（崇神）などの男王の墓説も浮上してこよう」と評価している。
奈良県立橿原考古学研究所自体は築造時期を280～300年（±10～20年）と推定しており、卑弥呼の没年とは年代的に矛盾する。また同研究所が箸墓古墳に先行するホケノ山古墳の築造年代について、2008年（平成20年）の発掘調査報告書で、出土遺物から築造年代を3世紀中頃と結論しつつ、木槨木材の炭素年代測定結果の幅が4世紀前半をも含む範囲であることを報告しており、C14炭素年代測定法による推定は100年程度古く出ることが判明したとして、この墓が卑弥呼の墓である可能性は低いとする意見もある。
2009年（平成21年）5月30日に国立歴史民俗博物館名誉教授の春成秀爾は、箸墓古墳の築造年代を西暦240-260年頃とする研究成果を報告した。ただし、歴博は弥生時代開始をAMS法で測定した結果、これまでの定説より600年早い紀元前10世紀から始まったと発表して批判を浴びており、箸墓周濠出土の土器でも通説より20年ないし数十年ほど古い値が出ている としているが、海洋リザーバー効果を考慮していないなど多くの批判がある。
歴博教授の西本豊弘らによる2009年（平成21年）1月の報告によると、紀元前650年付近と紀元後100年頃から200年頃に放射性炭素濃度が世界標準と乖離する部分があることがほぼ確実となっており、これを補正するために日本独自の炭素年代較正曲線（J-Cal）がまとめられつつある段階で、年代推定には誤差があることに注意する必要がある。
2011年（平成23年）には、国立歴史民俗博物館調査チームによる日本産樹木年輪資料を用いての較正を行った結果として、築造「直後」の年代を西暦240年-260年頃と報告した。白石太一郎は、この自然科学分析による年代測定結果は、現代の考古学による古墳出現期の暦年代観とも巨視的に一致するとして肯定的に評価しつつ、築造開始時期が西暦240年よりも古くなる可能性をも示唆する報告書の見解については、分析に使用した布留0式土器が出土状況からみて築造「直後」のものとは考えにくい（築造開始時期とする可能性のほうが高い）として疑問を示している。
いずれにせよ、現在ではようやく発掘許可がなされたため実質的調査はまだ始まったばかりである。

## その他

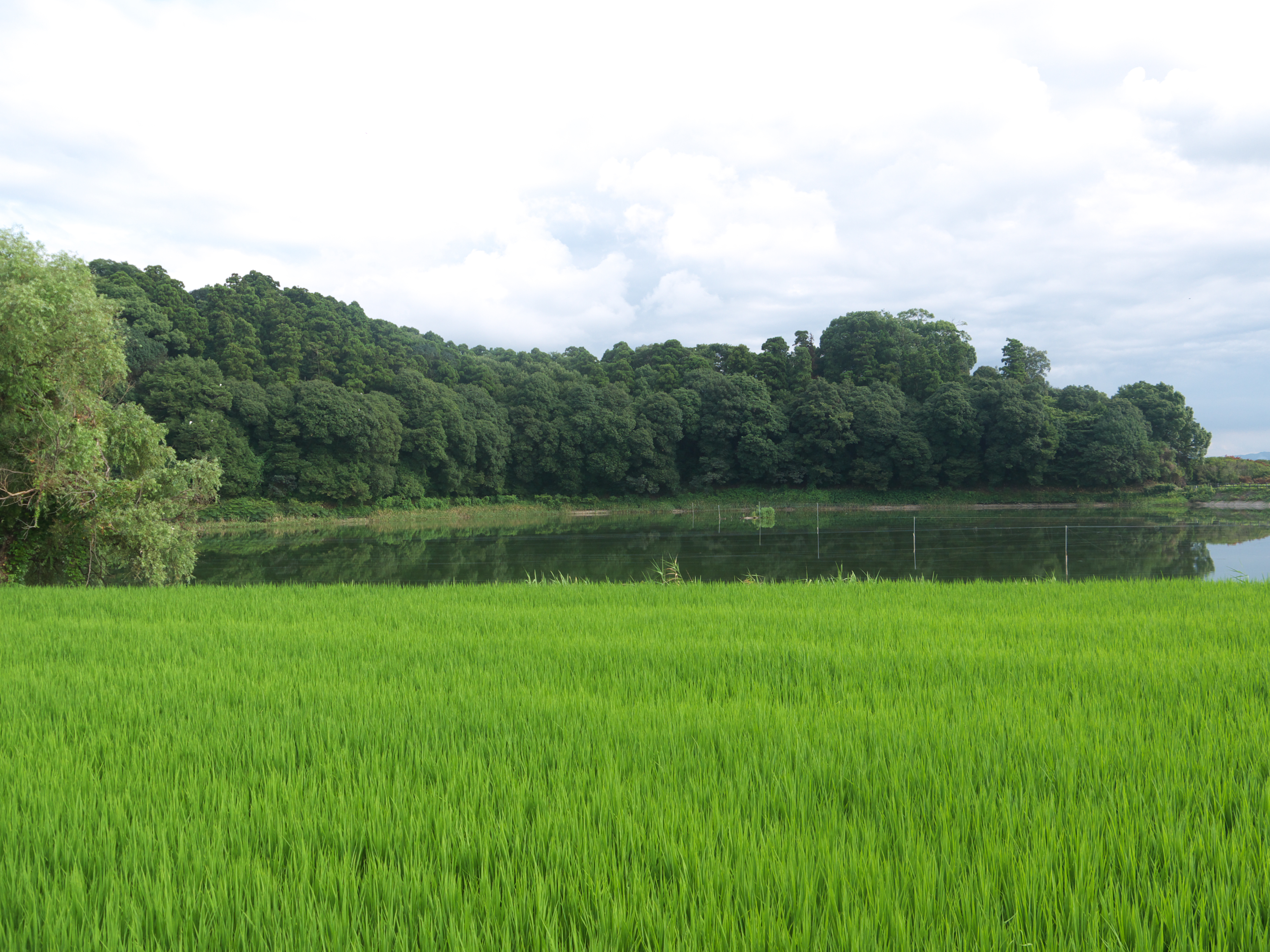
ため池百選箸中大池

672年に壬申の乱の戦場となり、大海人皇子側の三輪高市麻呂らが大友皇子側の犬養五十君らを破った。『日本書紀』はその場所を「箸陵」と記している。
織田氏の統治下では墳丘上にお茶室が設けられていたという。また、後円部南東の側面に測量図で溝が見られるのは、そのふもと近辺に江戸時代、箸中長者の経営する茶店がありその影響とも思われる。主に伊勢参りの旅人を相手に飴・甘味が名物として売られていたという。また、周濠に掛かる外堤も少し東から検出されている。
測量図を見て前方部と後円部の境目に斜めについた溝は、進入禁止になる前に村人が使用した道の跡である。
2013年（平成25年）2月20日、日本考古学協会などの要望で初の調査が実現した。
2018年（平成30年）4月、奈良県立橿原考古学研究所が前方部出土の壺形土器と壺形埴輪26点、後円部頂上から出土した葬送儀礼用の土器の破片54点を調査した結果、前方部の土器は地元の土であるのに対し、後円部は吉備地方の土の特徴と酷似していることが分かった。このことから吉備地方で製造された完成品を後円部に並べたこと、吉備地方の勢力が大きな力を持っており、箸墓古墳の造営に重要な役割を果たしたことが推測される。なお倭迹迹日百襲姫命の同母弟に吉備津彦命がいる。

### ドキュメンタリー
- ETV特集「誕生 ヤマト王権～いま前方後円墳が語り出す～」（2021年3月27日、NHK Eテレ）[45]

## 文化財

### 国の史跡
- 箸墓古墳周濠 - 2017年（平成29年）2月9日指定[46]。